# Gródek (gromada w powiecie parczewskim)
Gródek (do 31 XII 1968 Tyśmienica) – dawna gromada, czyli najmniejsza jednostka podziału terytorialnego Polskiej Rzeczypospolitej Ludowej w latach 1954–1972.
Gromady, z gromadzkimi radami narodowymi (GRN) jako organami władzy najniższego stopnia na wsi, funkcjonowały od reformy reorganizującej administrację wiejską przeprowadzonej jesienią 1954 do momentu ich zniesienia z dniem 1 stycznia 1973, tym samym wypierając organizację gminną w latach 1954–1972.
Gromadę Gródek z siedzibą GRN w Gródku (w obecnym brzmieniu Gródek Szlachecki) utworzono 1 stycznia 1969 w powiecie parczewskim w woj. lubelskim w związku z przeniesieniem siedziby gromady Tyśmienica (zwiększonej jednocześnie o wsie Nadzieja i Sewerynówka) z Tyśmienicy do Gródka i zmianą nazwy jednostki na gromada Gródek; równocześnie do nowo utworzonej gromady Gródek włączono wieś Władysławów z gromady Siemień w tymże powiecie.
Gromada przetrwała do końca 1972 roku, czyli do kolejnej reformy gminnej.